# Министерство финансов Швеции
Министерство финансов Швеции — министерство правительства Швеции, ответственно за вопросы, связанные с экономической политикой, бюджетом центрального правительства, за налоги, банковское дело, безопасность и страхование, международные экономические работы центральных, региональных и местных органов власти.
Министерство имеет штат из 490 человек, из которых только 20 являются политическими назначенцами. 
Политическое руководство с 18 октября 2022 года состоит из трёх министров: министр финансов — Элизабет Свантессон, министр финансовых рынков — Никлас Викман, министр по гражданским делам — Эрик Слоттнер.

## Агентства
- Шведский национальный институт экономических исследований
- Экономический совет Швеции
- Шведское национальное управление финансами
- Департамент по бюджетным вопросам
- Шведский национальный налоговый департамент
- Шведская таможенная служба
- Шведский национальный совет по стандартам бухгалтерского учета
- Шведский финансовый надзор
- Шведский национальный фонд пенсионного страхования
- Шведский национальный совет по жилищному вопросу, строительству и планированию
- Статистическое управление Швеции
- Шведский национальный совет по недвижимости